# ناتانیل پرینگسایم
ناتانیل پرینگسایم (انگلیسی: Nathanael Pringsheim؛ ۳۰ نوامبر ۱۸۲۳ – ۶ اکتبر ۱۸۹۴) یک دانشمند در زمینه گیاه‌شناسی اهل آلمان بود.